# Себастьян Дудек
Себастьян Дудек (пол. Sebastian Dudek, нар. 19 січня 1980, Жари, Польща) — польський футболіст, півзахисник клубу Шльонськ (Вроцлав). Розпочав футбольну кар'єру в 1998 році, граючи за команду рідного міста «Промень».